# 渋谷伊之彦

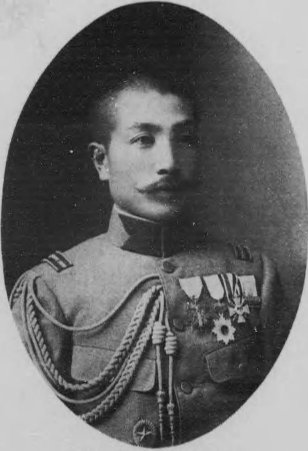
渋谷伊之彦（大尉時代）

渋谷 伊之彦（しぶや いのひこ、1881年11月14日 - 1935年12月14日）は、日本の陸軍軍人。最終階級は陸軍中将。

## 生涯
1881年（明治14年）11月、高知県吾川郡伊野村、佐田家の三男に生まれ、日向佐土原藩士・渋谷元武の養子になる。東京府尋常中学校、陸軍幼年学校を経て、1902年（明治35年）11月、陸軍士官学校（14期）を卒業。1903年（明治36年）6月、歩兵少尉に任官。日露戦争に従軍。1911年（明治44年）11月、陸軍大学校（23期）を卒業後、参謀本部部員に就任。
1922年（大正11年）2月、フランス大使館付武官となり、1923年（大正12年）8月、歩兵大佐に進級。第一次世界大戦ではフランス軍観戦武官だった。帰国後、1927年（昭和2年）7月、第4師団参謀長となり、1929年（昭和4年）8月、陸軍少将に進級し歩兵第33旅団長に就任。次いで陸軍戸山学校長に転じた。1933年（昭和8年）8月、陸軍中将に進む。1934年（昭和9年）5月、留守第16師団長に就任し、1935年（昭和10年）8月、第16師団長に親補されたが、同年12月2日に参謀本部付となり、同12月14日に55歳で病死。

## 栄典
- 1935年（昭和10年）10月1日 - 正四位[1]
- 従三位勲二等功五級